# Glazbeni ukrasi
Glazbeni ukrasi ili ornamenti (eng. i fr. ornaments[1] od latinskog ornamentum, što znači ukras, šara) su u glazbi tonovi ili grupe tonova koji se dodaju na glavne tonove melodije (uglavnom na naglašene dijelove taktа) i koji imaju zadatak da melodiju učine ljepšom, razvijenijom, kitnjastijom,življom.
Količina ukrasa može u nekom glazbenom djelu biti bilo značajna,bilo prilično skromna odnosno nikakova.
U baroknoj glazbi bilo je uobičajeno da izvođač improvizira odnosno svojevoljno i slobodno koristi glazbene ukrase.Pjevači su često prvo kod izvođenja da capo arije melodiju pjevali bez ukrasa,a drugi bi je put izveli uz slobodnu primjenu ukrasa.
Najvažniji glazbeni ukrasi su:
1. Dugi predudar
| Notni zapis | Izvedba     |
| ----------- | ----------- |
|             | Primjer [▶] |

2. Kratki predudar
| Notni zapis | Izvedba     |
| ----------- | ----------- |
|             | Primjer [▶] |

3. Dvostruki predudar
4. Višestruki predudar
5. Grupeto
| Notni zapis | Izvedba  |
| ----------- | -------- |
| miniatur    | miniatur |

6. Praltriler i :7. Mordent
| Notni zapis | Izvedba prije 1800           | Izvedba nakon 1800 |
| ----------- | ---------------------------- | ------------------ |
|             | Pralltriller [▶] Mordent [▶] | Pralltriller [▶]   |

8. Triler
| Notni zapis | Izvedba prije 1800 | Izvedba nakon 1800 |
| ----------- | ------------------ | ------------------ |
|             | Primjer [▶]        | Primjer [▶]        |

## Vanjske poveznice
- Baroque Ornamentation: An Introduction (engeski)